# Tedaröns naturreservat
Tedaröns naturreservat är ett naturreservat som omfattar ön Tedarö i Enköpings kommun i Uppsala län.
Området är naturskyddat sedan 1979 och är 206 hektar stort. Reservatet består av barrskog på höjder och lövskog längre ner med ek, lind och hassel.